# Hymenostegia brachyura
Hymenostegia brachyura là một loài thực vật có hoa trong họ Đậu. Loài này được (Harms) J.Leonard miêu tả khoa học đầu tiên.